# Широко-Поле
Широко-Поле (болг. Широко поле) — село в Болгарии. Находится в Кырджалийской области, входит в общину Кырджали. Население составляет 760 человек.
Из села начинается маршрут восхождения на вершину Шеста-Крепост (586 м) к развалинам средневековой крепости Моняк. По пути есть карстовая пещера Карангил с подземным озером и чешма «Секиз ялаклы» начала XX века.

## Политическая ситуация
В местном кметстве Широко-Поле, в состав которого входит Широко-Поле, должность кмета (старосты) исполняет Себахтин Али Касим (Движение за права и свободы (ДПС)) по результатам выборов правления кметства.
Кмет (мэр) общины Кырджали — Хасан Азис (Движение за права и свободы (ДПС)) по результатам выборов в правление общины.

## Демография
| 1934 | 1946 | 1956 | 1965 | 1975 | 1985 | 1992 | 2001 | 2011 |
| ---- | ---- | ---- | ---- | ---- | ---- | ---- | ---- | ---- |
| 424  | 456  | 904  | 1088 | 1248 | 1472 | 946  | 736  | 756  |

## Экономика
Традиционный центр производства табака, село оказалось под влиянием кризиса табачной отрасли. Как и другие регионы выращивания табака, жители Широко-Поле экспериментируют с альтернативными сельскохозяйственными культурами. В частности, растёт производство шафрана — новой для региона культуры. Для высаживания луковиц шафрана уже используется специализированная техника.

## Образование
В окрестностях села находится лагерь военной подготовки, основанный в 1996 году на бывшей мобилизационной базе, тогда в нём впервые занимались ученики восьмых классов из Кырджали. Со временем в лагерь поставили образцы вооружения, противотанковую пушку и даже вертолёт. За годы работы через лагерь военной подготовки у села Широко-Поле прошло около 60 тысяч воспитанников, многие из них работают в полиции, жандармерии, вооружённых силах. В лагерь принимают школьников с 4 по 12 класс, все они учатся стрелять из пневматического оружия.

## Экология
Широко-Поле расположено к востоку от Свинцово-цинкового комбината в Кырджали и попадает в зону поражения вредными выбросами предприятия. За годы работы предприятия в почвах города и прилегающей местности (особенно к востоку от комбината) накопились значительные концентрации токсичных веществ (свинец, кадмий, сурьма, медь). Кадмий накапливался в тканях скота (через высокое содержание в растительности), в почках крупного рогатого скота содержание кадмия превышало норму в 8-10 раз.
Отмечается некоторое снижение концентрации свинца и кадмия в кормах в связи с прекращением работы комбината в 2012 году.